# 敦好镇
敦好镇，是中华人民共和国重庆市开州区下辖的一个乡镇级行政单位。
2020年中国南方水灾期间，7月15日至16日，因持续强降雨，敦好镇发生3起滑坡事故，截至16日18时，事故共造成3人死亡、3人失联。

## 行政区划
敦好镇下辖以下地区：
新华社区、正鹤社区、水田社区、鹿鸣村、长寿村、平安村、兴龙村、敦好村、龙珠村、官亭村、碗家村、青松村、正阳村、桃溪村、福山村、正坝村、天楼村、白岩村、云门村和喜龙村。